# Quattroelle
M/Y Quattroelle är en superyacht tillverkad av Lürssen i Rendsburg i Tyskland. Hon sjösattes den 22 augusti 2012 och levererades i december samma år till sin dåvarande ägare Michael Lee-Chin, en jamaicansk-kanadensisk affärsman. År 2014 sålde Lee-Chin superyachten till den emiratiske kronprinsen för Dubai, schejk Hamdan bin Mohammed Al Maktoum för 130 miljoner amerikanska dollar.
Superyachten designades både exteriört och interiört av Nuvolari Lenard. Quattroelle är 88 meter lång och har en kapacitet på 16 passagerare fördelat på åtta hytter. Den har också en besättning på 28 besättningsmän.